# Богослов Маркианополски
Богослов е висш български православен духовник, маркианополски епископ от 2024 година.

## Биография
Роден е на 11 март 1979 година в град Рила, България, със светското име Димитър Здравков Димитров. Завършва Софийската духовна семинария в 1999 година и Богословския факултет на Софийския университет в 2005 година. Получава магистърска степен по стопанско управление от Факултета по икономика и управление на Висшето училище по агробизнес и развитие на регионите в Пловдив, както и професионална квалификация за учител от Департамента за информация и повишаване на квалификацията на учителите в Тракийския университет в Стара Загора.
Замонашва се в Шипченския манастир в 2010 година. Ръкоположен е за йеродякон и йеромонах през 2011 година. През 2012-2014 година е изпратен на двугодишна специализация в Московската духовна академия. В 2015 година е възведен в архимандритско достойнство. В 2016 година е назначен за протосингел на Старозагорската митрополия.
На 10 декември 2024 година Светият синод на БПЦ разглежда писмо на митрополит Киприан Старозагорски с отправена молба за наречение и хиротония в епископски сан на архимандрит Богослов и назначаването му за викарен епископ. След проведено гласуване Светият синод дава благословение архимандрит Богослов да бъде ръкоположен в епископски сан с титлата Маркианополски.
На 22 декември 2024 година в храма „Свети Николай“ в Стара Загора е ръкоположен за титулярен маркианополски епископ, викарен епископ на Старозагорската епархия. Хиротонията е извършена от митрополит Киприан Старозагорски в съслужение с митрополитите Николай Пловдивски, Яков Доростолски, Арсений Сливенски и епископите Сионий Велички, Тихон Тивериополски, Исаак Велбъждски, Поликарп Белоградчишки и Висарион Смоленски.